# Franz Sigmund von Gaisruck
Graf Franz Sigmund von Gaisruck  (auch: Siegmund Friedrich, * zu Anfang des 18. Jahrhunderts in der Steiermark; † 1769 in Görz) war kaiserlicher Feldmarschall.

## Leben
Er entstammt dem alten steirischen Grafen-Geschlecht. Seine Eltern waren der Graf Franz Leopold von Gaisruck († 1730) und dessen Ehefrau, die Gräfin Maria Anna Rosina Usula von Schrattenbach. Der Feldzeugmeister Rudolf Karl von Gaisruck (1700–1778) war sein Bruder.
Er ging wie seine Brüder in österreichische Dienste und wurde Oberst im Infanterie-Regiment Wurmbrand (1809 aufgelöst), am 23. März 1735 wurde er Generalfeldwachtmeister. Während des Polnischen Erbfolgekriegs stand er bei der Armee am Rhein. Von der Kaiserin erhielt er die Herrschaft Neukirchen. Anschließend nahm er am 7. Türkenkrieg teil und wurde am 15. August 1739 zum Feldmarschall-Lieutenant befördert.
Während des Österreichischen Erbfolgekriegs belagerte er 1743 Landau und eroberte die Festung. Außerdem erhielt er das Infanterieregiment No. 42. Am 17. Oktober 1745 wurde er Feldzeugmeister. Über den Winter 1745/46 kommandierte er im Breisgau und am Oberrhein. Im Mai 1746 wurde er in die Niederlande versetzt und kämpfte bei Raucourt und Lauffeldt.
Nach dem Aachener Frieden 1748 wurde er nach Wien versetzt, wo er mit der Reorganisation des Kriegskommissariats beauftragt wurde.
Er wurde 1750 k.k. Geheimer Rat und am 29. Juni 1754 wurde er zum Feldmarschall ernannt. Danach war er kommandierender General in Slavonien. Er starb unverheiratet 1769.